# Коэффициент теплоусвоения
Коэффициент теплоусвоения (англ. U-value) — величина, характеризующая теплоусвоение материала. Отражает способность материала воспринимать теплоту при колебании температуры на его поверхности. Определяется отношением амплитуды колебания теплового потока к амплитуде колебания температуры на поверхности материала. С увеличением частоты колебаний температуры коэффициент теплоусвоения уменьшается. При больших частотах теплоусвоение мало.

## Расчёт
s   пропорционален коэффициенту теплопроводности λ, Вт/(м·K), удельной теплоёмкости с, Дж/(кг·K), и плотности материала ρ, кг/м³, и обратно пропорционален периоду тепловых колебаний T, с. 
{\displaystyle s={\sqrt {\frac {2\pi \lambda c\rho }{T}}}}.

## Коэффициент теплоусвоения материала
Коэффициент теплоусвоения материала S используется для расчётов стен, кровель, полов и измеряется в Вт/(м²·°С). В западной практике используется понятие "коэффициента тепловой активности" b, который равен
{\displaystyle b={\sqrt {\lambda c\rho }}}.